# Доња Омашница
Доња Омашница је насеље у Србији у општини Трстеник у Расинском округу. Према попису из 2022. било је 476 становника (према попису из 1991. било је 943 становника).

## Демографија
У насељу Доња Омашница живи 569 пунолетних становника, а просечна старост становништва износи 45,0 година (43,4 код мушкараца и 46,4 код жена). У насељу има 215 домаћинстава, а просечан број чланова по домаћинству је 3,29.
Ово насеље је великим делом насељено Србима (према попису из 2002. године), а у последња три пописа, примећен је пад у броју становника.

## Остало
У Доњој Омашници се налази црква посвећена Светој Тројици, као и четворогодишња Основна школа „Јован Јовановић Змај“. У овом насељу је седиште Фудбалског клуба „Омашница“ који се такмичи у Општинској фудбалској лиги Трстеник.
|  |

| Демографија | Демографија | Демографија |
| Година      | Становника  | Становника  |
| ----------- | ----------- | ----------- |
| 1948.       | 962         |             |
| 1953.       | 1.015       |             |
| 1961.       | 1.025       |             |
| 1971.       | 993         |             |
| 1981.       | 976         |             |
| 1991.       | 943         | 812         |
| 2002.       | 708         | 888         |

| Етнички састав према попису из 2002.‍ | Етнички састав према попису из 2002.‍ | Етнички састав према попису из 2002.‍ | Етнички састав према попису из 2002.‍ | Етнички састав према попису из 2002.‍ |
| ------------------------------------ | ------------------------------------ | ------------------------------------ | ------------------------------------ | ------------------------------------ |
|                                      |                                      |                                      |                                      |                                      |
| Срби                                 | Срби                                 |                                      | 706                                  | 99,71%                               |
| непознато                            | непознато                            |                                      | 2                                    | 0,28%                                |

| Година пописа     | 1948. | 1953. | 1961. | 1971. | 1981. | 1991. | 2002. |
| ----------------- | ----- | ----- | ----- | ----- | ----- | ----- | ----- |
| Број домаћинстава | 179   | 185   | 208   | 224   | 218   | 214   | 215   |

| Број чланова      | 1  | 2  | 3  | 4  | 5  | 6  | 7 | 8 | 9 | 10 и више | Просек |
| ----------------- | -- | -- | -- | -- | -- | -- | - | - | - | --------- | ------ |
| Број домаћинстава | 33 | 64 | 37 | 25 | 23 | 18 | 8 | 6 | 1 | 0         | 3,29   |

| Пол    | Укупно | Неожењен/Неудата | Ожењен/Удата | Удовац/Удовица | Разведен/Разведена | Непознато |
| ------ | ------ | ---------------- | ------------ | -------------- | ------------------ | --------- |
| Мушки  | 282    | 53               | 192          | 27             | 9                  | 1         |
| Женски | 308    | 34               | 191          | 77             | 5                  | 1         |
| УКУПНО | 590    | 87               | 383          | 104            | 14                 | 2         |

| Пол    | Укупно                    | Пољопривреда, лов и шумарство | Рибарство                            | Вађење руде и камена | Прерађивачка индустрија       |
| ------ | ------------------------- | ----------------------------- | ------------------------------------ | -------------------- | ----------------------------- |
| Мушки  | 189                       | 125                           | 0                                    | 0                    | 34                            |
| Женски | 126                       | 95                            | 0                                    | 0                    | 12                            |
| УКУПНО | 315                       | 220                           | 0                                    | 0                    | 46                            |
| Пол    | Производња и снабдевање   | Грађевинарство                | Трговина                             | Хотели и ресторани   | Саобраћај, складиштење и везе |
| Мушки  | 3                         | 2                             | 12                                   | 3                    | 1                             |
| Женски | 0                         | 0                             | 5                                    | 3                    | 1                             |
| УКУПНО | 3                         | 2                             | 17                                   | 6                    | 2                             |
| Пол    | Финансијско посредовање   | Некретнине                    | Државна управа и одбрана             | Образовање           | Здравствени и социјални рад   |
| Мушки  | 0                         | 2                             | 2                                    | 3                    | 0                             |
| Женски | 0                         | 1                             | 1                                    | 6                    | 2                             |
| УКУПНО | 0                         | 3                             | 3                                    | 9                    | 2                             |
| Пол    | Остале услужне активности | Приватна домаћинства          | Екстериторијалне организације и тела | Непознато            | Непознато                     |
| Мушки  | 2                         | 0                             | 0                                    | 0                    | 0                             |
| Женски | 0                         | 0                             | 0                                    | 0                    | 0                             |
| УКУПНО | 2                         | 0                             | 0                                    | 0                    | 0                             |